# Treplin
Treplin ist eine Gemeinde im Landkreis Märkisch-Oderland. Sie wird vom Amt Lebus verwaltet.

## Geografie
Treplin liegt auf der Lebuser Hochfläche, einer wald- und wasserreichen Grundmoränenlandschaft am Rand des Oderbruchs, etwa 70 km östlich von Berlin.
 Nachbargemeinden 
Östlich von Treplin liegt Booßen, ein Ortsteil von Frankfurt (Oder). Im Westen und Norden grenzt die Gemeinde Zeschdorf an. Im Süden liegt die Gemeinde Jacobsdorf.

## Gemeindegliederung
Treplin hat keine amtlich ausgewiesenen Ortsteile, bewohnten Gemeindeteile oder Wohnplätze.

## Geschichte
Treplin war seit der älteren Eisenzeit – seit etwa 500 v. u. Z. – bewohnt, wie Funde in Gräbern und Steinkreise aus dieser Zeit beweisen, die Ende des 19. und Anfang des 20. Jahrhunderts bei Grabungen auf drei Hügeln ostwärts und südöstlich von Treplin gefunden wurden.
Mit dem Vordringen der askanischen Markgrafen wurden die Handelswege auf eine südlicher gelegene Linie verlegt. Diese Route verlief über Müncheberg – Frankfurt (Oder) – Posen. Entlang dieser Linie gab es eine Reihe von Gründungen neuer Siedlungen. Mit Hilfe von Lokatoren warben die Askanier Siedler an. Die ersten Ansiedlungen aus der Zeit um 1250 besaßen zumeist eine Größe von 64 Hufen, wovon vier der Kirche gehörten, so auch in Treplin, und bekamen zumeist den Namen des Lokators oder ersten Lehnsherren. Um Treplin entstanden auf diese Weise einige Dörfer, wie zum Beispiel das nahe gelegene Pillgram oder Biegen. Ortsnamen, welche slawisch klingen, lassen jedoch nicht immer einen Rückschluss auf vorherige Besiedlung zu, da sich die deutschen Siedler diese Namen teilweise zu eigen machten, vor allem bei Ortsgründungen, welche nahe an Gewässern lagen, wie im Beispiel Niederjesar oder Hohenjesar.
Die erste urkundliche Erwähnung von Treplin geht auf den 18. April 1341 zurück, als sich die Brüder gherardo & hinrico trepelin presbyteris in einer Appellation finden. Der Name änderte seine Schreibweise in den Folgejahren nur wenig: Treppelyn (1460), Trippelin, Treppelin (1624).
Nachgewiesen seit 1520 gehörte das Gut Treplin den Herren von Burgsdorff, nachfolgend immer wieder verschiedenen Familienlinien dieses mittelmärkischen Adelsgeschlechts. Treplin war Zubehör vom Rittergut Hohenjesar.
1755 begann man, zwischen Treplin und Petershagen die erste Kohle in der Mark Brandenburg abzubauen. Es handelte sich dabei um Braunkohle, die im Tagebau gefördert wurde. Dieser Kohleabbau endete 1960, als die Grube „Sophie“ geschlossen wurde.
Treplin gehörte seit 1817 zum Kreis Lebus in der Provinz Brandenburg.
Um 1880 weist das erstmals veröffentlichte Generaladressbuch der Rittergutsbesitzer im Königreich Preußen für Treplin genau 468,25 ha aus. Zum Gut gehört eine Ziegelei. Pächter des Ganzen ist Ober-Amtmann Martiny. Der Eigentümer Conrad von Burgsdorff wohnt in Hohenjesar. Treplin ist zu diesem Zeitpunkt kein kreistagsfähiges klassisches Rittergut. Es bleibt quasi ein Teil von Hohenjesar, dort wohnt auch Burgsdorff.
Letzte Gutsbesitzer waren unter anderem der Ehrenritter des Johanniterordens, Oberst Karl von Burgsdorff (1824–1880). Ihm folgte später Karl Albert von Burgsdorff, respektive der Enkel Joachim von Burgsdorff (1892–1986) mit seiner Ehefrau Renata, geborene von Zastrow-Schadewalde (1894–1974). Vor der großen Wirtschaftskrise der Jahre 1929/1930 betrug die Größe des nun als richtiges Rittergut betitelten Treplin mit Vorwerk Schäferei und Ziegelei konkret 500 ha. Davon ein Bestand zu 219 ha Wald. Unterhalten wurde eine große Schafsviehbewirtschaftung und eine technisch moderne Grundausstattung des Gutes mit Dampfdreschsatz sowie Motoren-Trecker. Die Verwaltung führten der Inspektor Lohr, Hilfsförster Wollenberg und Ziegeleimeister Gaedike. Im Ort gab es noch weitere landwirtschaftliche Betriebe, und zwar der Familien W. Buchholz, Fried. Rabe, G. Scheer, A. und P. Schilsky, Rich. Schönfeld. Im Mittelwert lagen diese Bauernhöfe bei gut 44 ha.
Ab 1952 gehörte Treplin zum Kreis Seelow im DDR-Bezirk Frankfurt (Oder). Seit 1993 liegt die Gemeinde im brandenburgischen Landkreis Märkisch-Oderland.

## Bevölkerungsentwicklung
| Jahr | Einwohner |
| ---- | --------- |
| 1875 | 415       |
| 1890 | 394       |
| 1910 | 377       |
| 1925 | 397       |
| 1933 | 439       |
| 1939 | 407       |

| Jahr | Einwohner |
| ---- | --------- |
| 1946 | 456       |
| 1950 | 495       |
| 1964 | 358       |
| 1971 | 342       |
| 1981 | 279       |
| 1985 | 285       |

| Jahr | Einwohner |
| ---- | --------- |
| 1990 | 291       |
| 1995 | 382       |
| 2000 | 468       |
| 2005 | 421       |
| 2010 | 405       |
| 2015 | 377       |

| Jahr | Einwohner |
| ---- | --------- |
| 2020 | 377       |
| 2021 | 359       |
| 2022 | 359       |
| 2023 | 357       |
| 2024 | 343       |

 Gebietsstand des jeweiligen Jahres, Einwohner: Stand 31. Dezember (ab 1991) ab 2011 auf Basis des Zensus 2011, ab 2022 auf Basis des Zensus 2022

## Politik

### Gemeindevertretung
Die Gemeindevertretung von Treplin besteht aus sieben Gemeindevertretern und dem ehrenamtlichen Bürgermeister. Die Kommunalwahl am 26. Mai 2019 führte zu folgendem Ergebnis:
| Wählergruppe                                  | Stimmenanteil | Sitze |
| --------------------------------------------- | ------------- | ----- |
| Freiwillige Feuerwehr Treplin                 | 53,4 %        | 5     |
| Einzelbewerber Timo Lück                      | 28,9 %        | 1     |
| Dorfentwicklungsverein Treplin „Glück auf 98“ | 17,7 %        | 1     |

Der Stimmenanteil von Timo Lück entspricht zwei Sitzen. Daher bleibt nach § 48 (6) des Brandenburgischen Kommunalwahlgesetzes ein Sitz in der Gemeindevertretung unbesetzt.

### Bürgermeister
- 2003–2008: Joachim Kretschmann
- 2009–2014: Kathrin Jahn[18]
- 2014–2024: Joachim Kretschmann[19][20]
- seite 2024 Sabine Rosslau (Freiwillige Feuerwehr)

Rosslau wurde in der Bürgermeisterwahl am 9. Juni 2024 ohne Gegenkandidatin mit 88 % der gültigen Stimmen für eine Amtszeit von fünf Jahren gewählt.

## Sehenswürdigkeiten
In der Liste der Baudenkmale in Treplin stehen die in der Denkmalliste des Landes Brandenburg eingetragenen Baudenkmale.

### Bauwerke
In Treplin, nahe der Gemeindegrenze zu Frankfurt (Oder), betreibt die Deutsche Telekom AG eine Sendeanlage für UKW-Rundfunk und DVB-T. Als Antennträger kommt ein 185,1 Meter hoher abgespannter Stahlfachwerkmast zum Einsatz, der 1994 errichtet wurde. Daneben befinden sich auf dem Areal noch einige Antennen für Kurzwelle, die aus DDR-Zeiten stammen. Funkamateure betreiben auf dem Gelände ihre Klubstation.

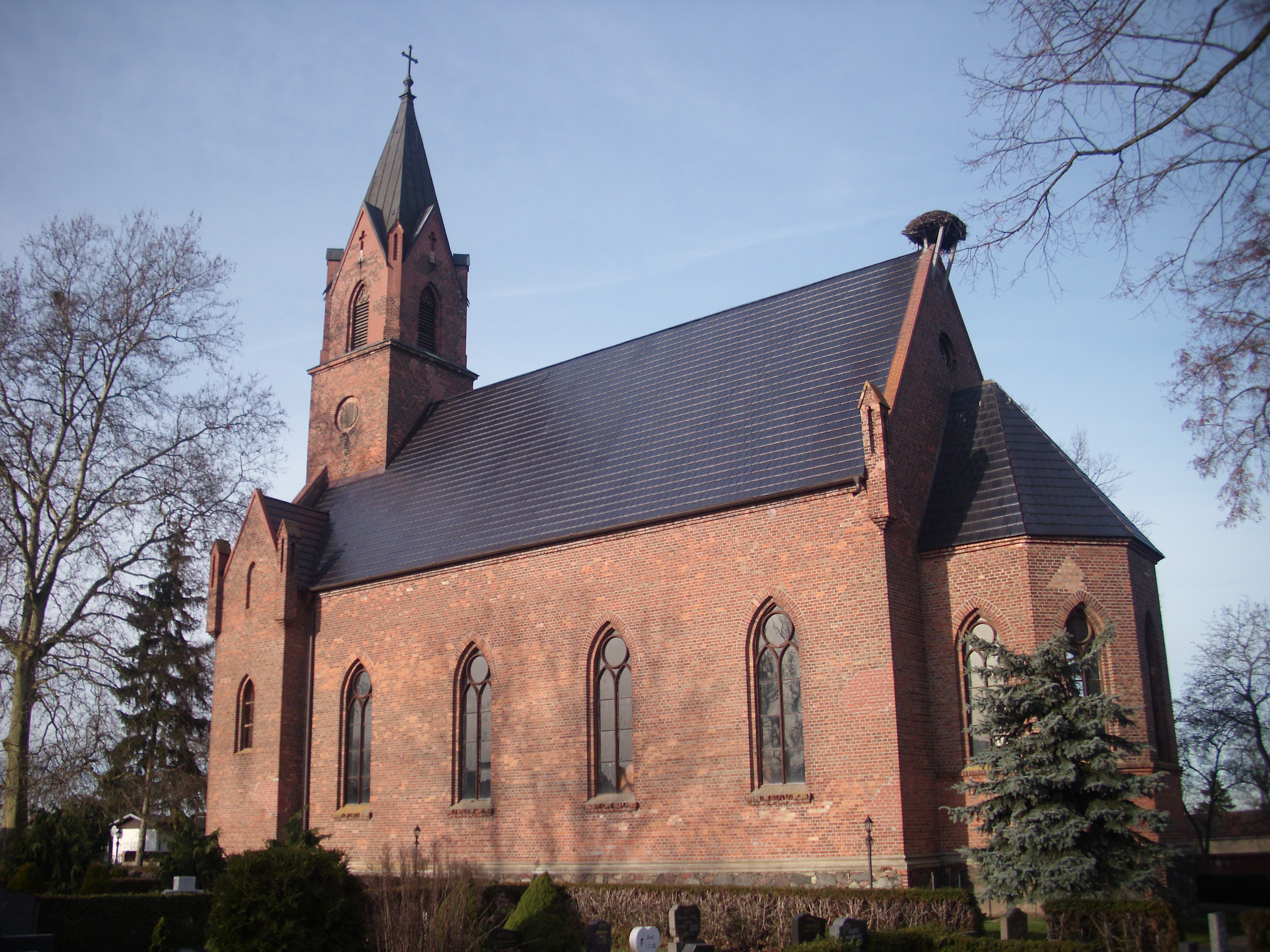
Trepliner Dorfkirche

In dem Ort befindet sich eine Kirche mit einem Storchennest auf der östlichen Apsis und eine Wassermühlenruine.
Die Kirche aus dem 19. Jahrhundert wurde im Zweiten Weltkrieg und durch Entnahme von Baumaterial in der Nachkriegszeit schwer beschädigt, so dass sie bis 2002 eine Ruine war. Der Kirchturm konnte in den Nachkriegsjahren wieder instand gesetzt werden. 2003 wurden Turm und Kirchendach erneuert, der Innenausbau ist geplant. In der Region bekannt ist der „Weihnachtsmarkt in der Kirche“ am 1. Adventssonntag.
In einem kleinen, neu errichteten Gemeindehaus neben der Kirche befinden sich der Kirchsaal, in dem in der Regel die Gottesdienste und die weitere Gemeindearbeit stattfinden, ferner eine Gemeindeküche sowie Sanitärräume.

### Parks
Treplin liegt in einem Naturschutzgebiet, dem Treplin-Alt-Zeschdorfer Fließtal. Es gibt zwei Seen in einem Waldtal.

## Verkehr
Treplin liegt an der Bundesstraße 5, die von Berlin kommend nach Frankfurt (Oder) weiterführt. Der nächstgelegene Bahnhof befindet sich im neun Kilometer südlich gelegenen Jacobsdorf (Richtung Berlin und Frankfurt (Oder)).

## Persönlichkeiten
- Alfred Salomon (1910–2006), Pfarrer in Treplin, Mitglied der Bekennenden Kirche